# Leaseauto
Een leaseauto is een voertuig dat tegen een vaste vergoeding voor een vaste periode ter beschikking gesteld wordt aan een gebruiker, maar eigendom blijft van de koper. De eigenaar blijft veelal verantwoordelijk voor het groot onderhoud.

## Voor- en nadelen
Afhankelijk van de afspraken met de leasemaatschappij kunnen er voordelen en nadelen aan het leasen verbonden zijn.
Voordelen kunnen bijvoorbeeld zijn:
- geen eigen kapitaalinvestering vereist
- administratieve uitbesteding
- onderhoudstechnische uitbesteding
- kostenvast (meestal; soms extra heffing bij overschrijden contractueel vastgelegde kilometers per periode)

Mogelijke nadelen zijn (afhankelijk van de afspraken met de leasemaatschappij):
- kosten kunnen hoog oplopen doordat rentekosten moeten worden betaald
- soms omslachtig bij pech onderweg (met name in het buitenland)
- onderhoud kan lastig te plannen zijn
- in een aantal landen fiscaal onaantrekkelijk voor werknemers

## Nederlandse situatie

### Fiscale gevolgen voor een zakelijke leaseauto
Als een werknemer een leaseauto van zijn werkgever ter beschikking krijgt, dan wordt dit in Nederland door de belastingdienst belast (de zogenaamde bijtelling) indien de werknemer meer dan 500 km per jaar privé rijdt in de leaseauto. De belastingdienst ziet dit namelijk als loon in natura. De werkgever dient jaarlijks een vastgesteld percentage van de cataloguswaarde van de auto bij te tellen bij het salaris van de werknemer als loon in natura. Dit percentage is afhankelijk van de CO2-emissie van de desbetreffende leaseauto.
Het nettoloon valt door deze bijtelling lager uit. Indien de werknemer overtuigend kan aantonen dat hij/zij in een jaar niet meer dan 500 kilometer aan privékilometers met de auto rijdt, dan hoeft de werkgever in dat jaar geen fiscale bijtelling toe te passen. Dit wordt per kalenderjaar toegepast. Als een werknemer in een leaseauto wel privé rijdt en in een andere niet, maar dit valt wel binnen hetzelfde jaar, dan betaalt de werknemer voor het hele jaar bijtelling. Woon-werkkilometers tellen daarbij niet als privékilometers. Als bewijs dient een kilometerregistratie. De belastingdienst controleert op privégebruik onder andere door middel van camera-auto's (onder andere bij grensovergangen tijdens vakantieperioden).

### Ontwikkeling
In Nederland kwam het leasen van auto's in de jaren 80 op. Grotere bedrijven richtten toen gezamenlijke holdings op voor het wagenparkbeheer. Sindsdien zijn er ook gespecialiseerde autoleasebedrijven opgericht. Inmiddels leasen ook particulieren steeds vaker. In 2016 werd een keurmerk voor private lease ontworpen. Dit heeft als doel een transparante markt te creëren en de consumenten te beschermen. In april 2021 waren er 108 keurmerkdeelnemers. Het leasen van een auto als particulier staat beter bekend als private lease. De private-leasemarkt is gegroeid de afgelopen jaren (Vereniging van Nederlandse Autoleasemaatschappijen). Dit betreft dus een groei van 782% over de periode 2014–2018. De meest verkochte private-leaseauto's zijn de kleinere modellen auto's.
| Jaartal | Aantal private-leaseauto's |
| ------- | -------------------------- |
| 2014    | 17.000                     |
| 2015    | 36.000                     |
| 2016    | 64.000                     |
| 2017    | 103.000                    |
| 2018    | 150.000                    |
| 2019    | 188.000                    |